# Јејтсвил (Пенсилванија)
Јејтсвил (енгл. Yatesville) град је у америчкој савезној држави Пенсилванија.

## Демографија
По попису из 2010. године број становника је 607, што је 42 (-6,5%) становника мање него 2000. године.
| Група             | 2000.       | 2010.       |
| Белци             | 647 (99,7%) | 589 (97,0%) |
| Афроамериканци    | 1 (0,2%)    | 5 (0,8%)    |
| Азијати           | 0 (0,0%)    | 6 (1,0%)    |
| Хиспаноамериканци | 0 (0,0%)    | 3 (0,5%)    |
| Укупно            | 649         | 607         |